# السماء السابعة (فلم)
السماء السابعة (بالإنجليزية: 7th Heaven) هو فيلم صامت تم إنتاجه في الولايات المتحدة وصدر في سنة 1927.

## طاقم التمثيل
- جانيت جاينور

### ترشيحات وجوائز
| السنة | الحدث          | الفئة                      | النتيجة |
| ----- | -------------- | -------------------------- | ------- |
| 1929  | جائزة الأوسكار | جائزة الأوسكار لأفضل ممثلة | فوز     |

## الميزانية والإيرادات
حقق أرباحا تقدر بـ 1.75 مليون دولار.

## وصلات خارجية
- السماء السابعة على موقع IMDb (الإنجليزية)
- السماء السابعة على موقع روتن توميتوز (الإنجليزية)
- السماء السابعة على موقع نتفليكس (الإنجليزية)
- السماء السابعة على موقع ألو سيني (الفرنسية)
- السماء السابعة على موقع Turner Classic Movies (الإنجليزية)
- السماء السابعة على موقع أول موفي (الإنجليزية)
- السماء السابعة على موقع فيلمافينيتي (الإسبانية)
- السماء السابعة على موقع قاعدة بيانات الأفلام السويدية (السويدية)
- السماء السابعة على موقع قاعدة بيانات الفيلم (الإنجليزية)
- السماء السابعة على موقع ليتربوكسد (الإنجليزية)

1. 1 2 3  وصلة مرجع: https://www.oscars.org/oscars/ceremonies/1929.
2. ↑  مذكور في: تفريغات بيانات Freebase. الناشر: جوجل.
3. ↑  "معلومات عن السماء السابعة (فيلم) على موقع imdb.com". imdb.com. مؤرشف من الأصل في 2018-10-07.
4. ↑  "معلومات عن السماء السابعة (فيلم) على موقع svenskfilmdatabas.se". svenskfilmdatabas.se. مؤرشف من الأصل في 2019-12-11.
5. ↑  "معلومات عن السماء السابعة (فيلم) على موقع elonet.fi". elonet.fi. مؤرشف من الأصل في 2018-01-15.